# Andrena rotundilabris
Andrena rotundilabris är en biart som beskrevs av Morawitz 1877. Andrena rotundilabris ingår i släktet sandbin, och familjen grävbin. Inga underarter finns listade i Catalogue of Life.

## Bildgalleri

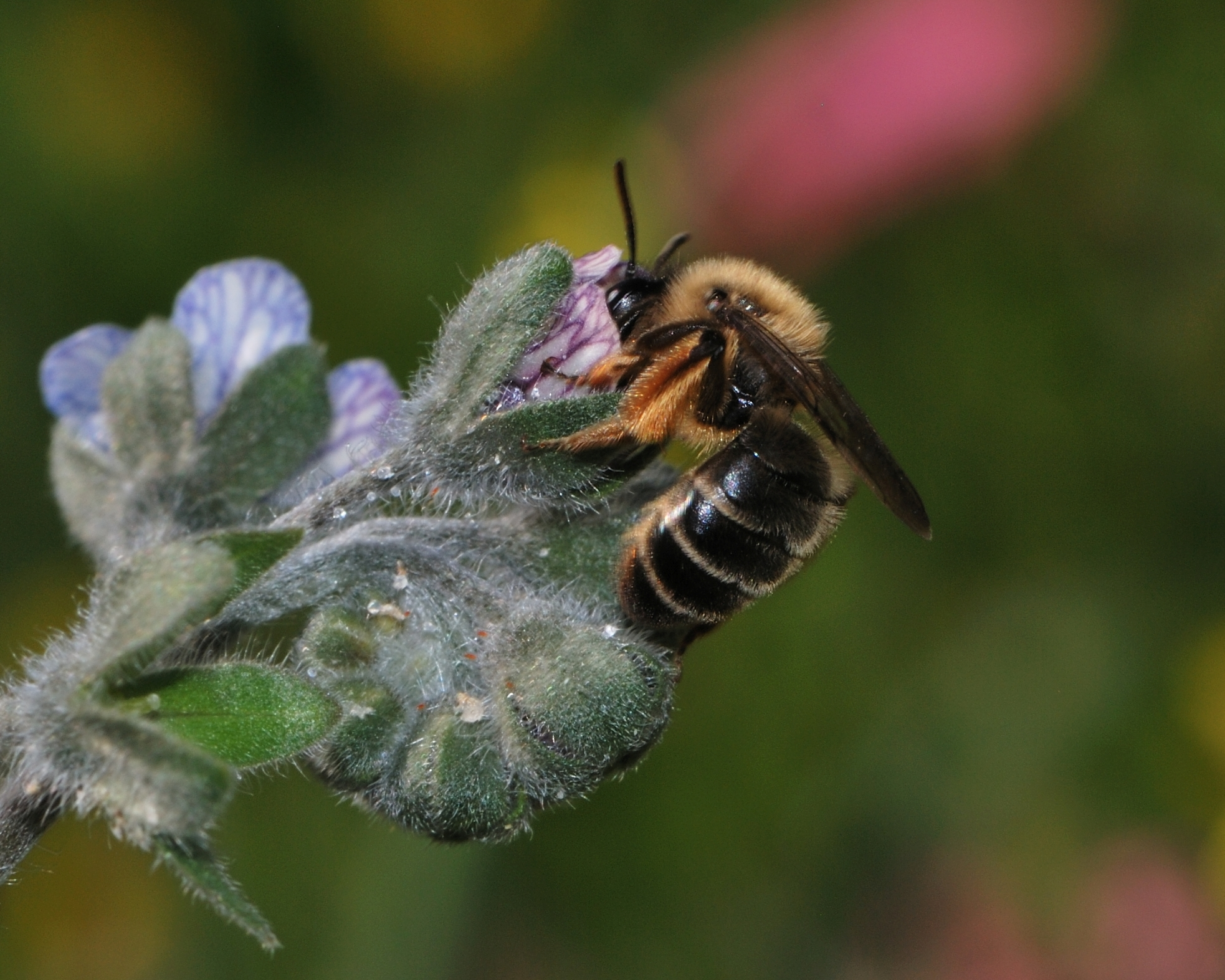
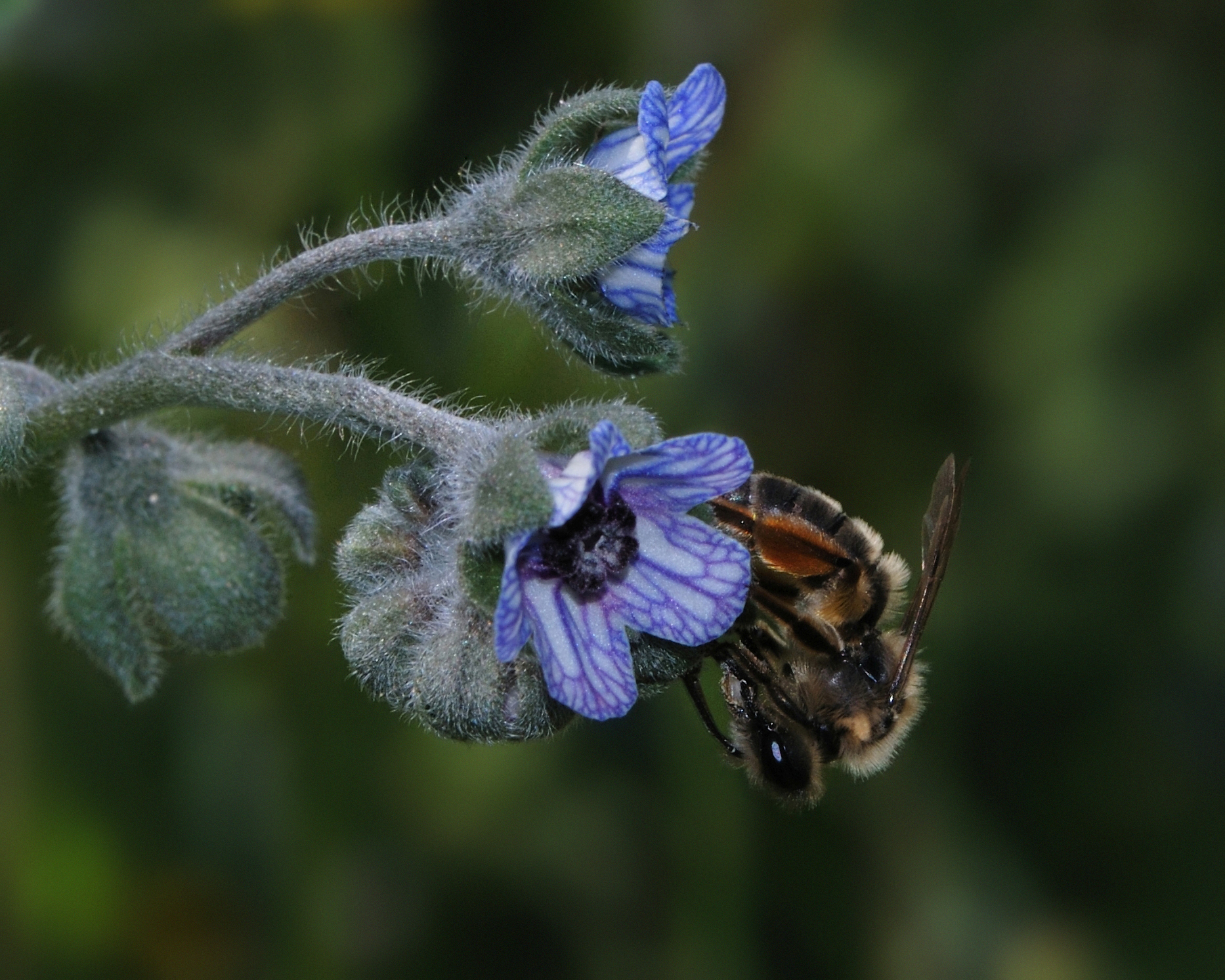
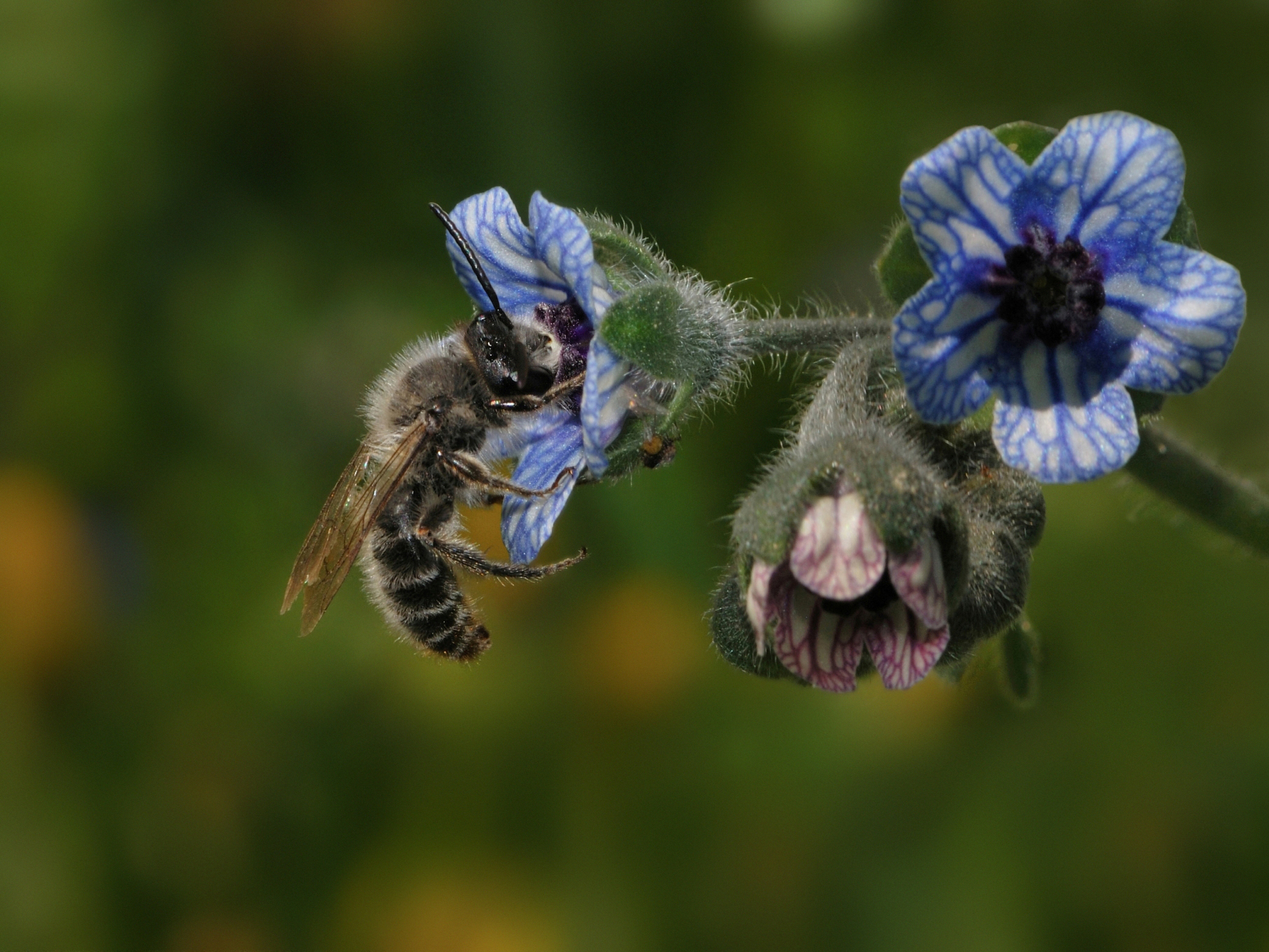